# Una voce per San Marino 2022
La prima edizione di Una voce per San Marino si è tenuta dal 13 dicembre 2021 al 19 febbraio 2022 e ha selezionato il rappresentante del San Marino all'Eurovision Song Contest 2022 a Torino.
Il vincitore è stato Achille Lauro con Stripper.

## Organizzazione
Il 5 aprile 2021 l'emittente sammarinese San Marino RTV (SMRTV) ha confermato la partecipazione del paese all'Eurovision Song Contest 2022, annunciando inoltre l'organizzazione di una nuova finale nazionale, la seconda dopo quella del 2018, per selezionare il proprio rappresentante denominata Una voce per San Marino.
Il 22 settembre sono stati annunciati tutti i dettagli relativi all'evento; nel medesimo giorno l'emittente ha inoltre dato la possibilità a gli aspiranti partecipanti di inviare i propri brani entro l'11 gennaio 2022. I partecipanti sono stati suddivisi nelle categorie Emergenti e Big. Gli artisti selezionati dalla giuria d'esperti composta da nove membri (tra cui da Emilio Munda, Roberta Faccani, Roberto Costa, Steve Lyon, Kelly Joyce, Maurizio Raimo, Nabuk e Mimmo Paganelli) hanno preso parte a due casting preliminari che si sono svolti presso il Teatro Titano di Città di San Marino, rispettivamente dal 13 al 17 dicembre 2021 e dal 5 all'11 gennaio 2022.
Dopo i casting preliminari, i 65 artisti emergenti selezionati si sono sfidati in quattro semifinali e una fase di ripescaggio per ottenere uno dei sedici posti per la finalissima della categoria, ove i primi nove classificati hanno avuto di diritto accesso alla finale assieme ai nove artisti Big selezionati da Media Evolution.
Nella serata finale il voto della giuria d'esperti (composta da Mogol, Simon Lee, Clarissa Martinelli, Susanne Georgi e Dino Stewart) ha selezionato i tre artisti che hanno avuto accesso alla superfinale, dove è stato poi decretato il vincitore.

## CategoriaEmergenti

### Selezioni
Una commissione musicale ha selezionato, tra le 585 candidature provenienti da tutto il mondo, gli artisti che avrebbero preso parte alle selezioni preliminari che si sono svolte dal 13 al 17 dicembre 2021 e dal 3 all'11 gennaio 2022. Il 17 gennaio 2022 sono stati annunciati i 66 artisti che prenderanno parte alle semifinali; in seguito alla squalifica di Muriel, avvenuta il successivo 10 febbraio, il numero dei semifinalisti è sceso a 65.
Periodo 13-17 dicembre 2021     Accede alle semifinali
| #  | Artista                       |
| -- | ----------------------------- |
| 1  | Marvin Schories               |
| 2  | Pascale Filomena Pia          |
| 3  | Silvia Cialona                |
| 4  | DanyWise                      |
| 5  | Camille Cabaltera             |
| 6  | Giovanni & Tinashe            |
| 7  | Andrea Rutigliano             |
| 8  | Alessandro Stocco             |
| 9  | Susanna Reppucci              |
| 10 | Pietro Peloso                 |
| 11 | Juri Mattia                   |
| 12 | Joe Romano & TheStolenClipper |
| 13 | Christopher Grevener          |
| 14 | The Sidèra                    |
| 15 | Rosario Bottone               |
| 16 | Leandro Aponte                |
| 17 | Manuel Piccoli                |
| 18 | Myky Petillo                  |
| 19 | Vanja Vatle                   |
| 20 | Secondo & Rosanna             |
| 21 | Vanessa Semprini              |
| 22 | Theodor Xir                   |
| 23 | Alessandra Simone             |
| 24 | Luca Cima                     |
| 25 | Marco D'Annunzio              |
| 26 | Nanowar of Steel              |

| #  | Artista                   |
| -- | ------------------------- |
| 1  | Federico Baroni           |
| 2  | Gabriele Cavalera         |
| 3  | Leonardo Frezzotti        |
| 4  | Fabienne Jacquemod        |
| 5  | Giada Pintori             |
| 6  | Jetem                     |
| 7  | Leandro Pallozzi          |
| 8  | Nico Calvano              |
| 9  | Aurora Carrus             |
| 10 | Matilde Pieri             |
| 11 | Diego Federico            |
| 12 | Sara Mascella             |
| 13 | Alessia Valentina Nicotra |
| 14 | MST                       |
| 15 | Libero Reina              |
| 16 | Muriel                    |
| 17 | Juliana Davis             |
| 18 | No Longer Player          |
| 19 | Jennifer Turri            |
| 20 | Chiara Malibrani          |
| 21 | Ginevra Bencivenga        |

| #  | Artista              |
| -- | -------------------- |
| 1  | Mattia Di Bernardo   |
| 2  | Sara Ricci           |
| 3  | Florent Amare        |
| 4  | Rafel Senzacorona    |
| 5  | Fedor Silvestrov     |
| 6  | Williams Leslie Yapi |
| 7  | Maria Marchione      |
| 8  | Gisele Abramoff      |
| 9  | Anna Turrei          |
| 10 | Francesca Bernardini |
| 11 | Maria Chiara Leoni   |
| 12 | Rafel Senzacorona    |
| 13 | Daniela Pisciotta    |
| 14 | Marco Murrone        |
| 15 | Elisa Del Prete      |
| 16 | Annalaura Princiotto |
| 17 | Elettra Benedetto    |
| 18 | Waleska Lafitte      |
| 19 | Garon & Duan         |
| 20 | Massimiliano Tufo    |
| 21 | Martina Gaetano      |
| 22 | Stefan Varga         |
| 23 | Panagōtīs Tsakalakos |
| 24 | Jana Gorbunova       |

| # | Artista          |
| - | ---------------- |
| 1 | Alice Burani     |
| 2 | Gloria Galassi   |
| 3 | Angela Madonia   |
| 4 | Raimondo Cataldo |
| 5 | Noemi Mariani    |
| 6 | Marco Saltari    |
| 7 | Matilda Bonucci  |

| #  | Artista               |
| -- | --------------------- |
| 1  | Alessia Labate        |
| 2  | Goji                  |
| 3  | Alex Ferro            |
| 4  | Aaron Sibley          |
| 5  | Ottobre Rosso         |
| 6  | Jeezus                |
| 7  | Rossella Zitiello     |
| 8  | Milena Mingotti       |
| 9  | Giulia Vitri          |
| 10 | Maria Chiara Urbinati |
| 11 | Gloria Vampa          |
| 12 | Asia Antonietti       |
| 13 | Sophie Adebiyi        |

Periodo 3-11 gennaio 2022     Accede alle semifinali
| #  | Artista                  |
| -- | ------------------------ |
| 1  | Marta Mormone            |
| 2  | Daimon D.                |
| 3  | Jacob Simpson            |
| 4  | Federica Ebiuwa Russo    |
| 5  | Lati K                   |
| 6  | Fulvio Vasarri           |
| 7  | Brian Left               |
| 8  | João Paulo & Miguel      |
| 9  | Francesco Savoi Colombis |
| 10 | Laura Maria Giuliani     |
| 11 | Silvia Cecchini          |
| 12 | Santi Clarity            |
| 13 | Ferdinand Rennie         |
| 14 | Giuseppe Di Sette        |
| 15 | I Dominguez              |
| 16 | Giada Giordano           |
| 17 | Giada Miccoli            |

| #  | Artista             |
| -- | ------------------- |
| 1  | Benedetto Grassotti |
| 2  | Art Demur           |
| 3  | Fiammetta Anzevino  |
| 4  | Sonia Mazza         |
| 5  | Sabrina Morante     |
| 6  | Chair               |
| 7  | Masha Palazzo       |
| 8  | Nicola Gullotta     |
| 9  | Martina Guerra      |
| 10 | J Nueve             |
| 11 | Riccardo Foresi     |
| 12 | Veronica Villa      |
| 13 | Ashley              |
| 14 | Demis Facchinetti   |
| 15 | Caterina Calieri    |

| #  | Artista               |
| -- | --------------------- |
| 1  | Bryan Grauso          |
| 2  | Derek Conyer          |
| 3  | Marinella Vescovini   |
| 4  | Mira D'Anello         |
| 5  | Aelita                |
| 6  | March & Kiera Chaplin |
| 7  | Carlo Audino          |
| 8  | I Koko                |
| 9  | OnlySara              |
| 10 | Mate                  |
| 11 | Brenda                |
| 12 | Mad                   |
| 13 | Chiara Osso           |
| 14 | Vian                  |
| 15 | Rash                  |
| 16 | Le Bebae              |
| 17 | Nuël                  |
| 18 | Elia Pazzini          |
| 19 | Lorenza Rocchiccioli  |

| #  | Artista                        |
| -- | ------------------------------ |
| 1  | Veronica Kichmajer & Marc Mari |
| 2  | Luci Blu                       |
| 3  | Cassidy Civet                  |
| 4  | Corinna Parodi                 |
| 5  | Susanna Reppucci               |
| 6  | Luca Segantini                 |
| 7  | Marco Gray                     |
| 8  | Dang                           |
| 9  | Federico Angelucci             |
| 10 | Kamira                         |
| 11 | Sonia Mosca                    |
| 12 | Ilenia Parolisi                |
| 13 | Fabrizio Cervellini            |
| 14 | Katrin "Artika" Roselli        |
| 15 | Veronica Liberati              |
| 16 | Luca Orlando Cozzolino         |
| 17 | Francesco Tartarini            |
| 18 | Marco Scuderi                  |
| 19 | Jessica Anne Condon            |
| 20 | Allerija                       |
| 21 | IroniKe                        |
| 22 | Frio                           |
| 23 | Giorgia Barletta               |
| 24 | Operapop                       |
| 25 | Frammenti                      |

| #  | Artista                     |
| -- | --------------------------- |
| 1  | Davide Rossi                |
| 2  | Marco Saltari               |
| 3  | Valentina Moro              |
| 4  | Boavista                    |
| 5  | Marco Cazzamani             |
| 6  | Joanna Popik                |
| 7  | Michele Lattanzio           |
| 8  | Lucienne Adamo              |
| 9  | Jack Marsina & Sara de Blue |
| 10 | Yayanice                    |
| 11 | Alibi                       |
| 12 | Anna Faragò                 |
| 13 | Noor Amelie Mocchi          |
| 14 | Maurizio Di Cesare          |
| 15 | Eliška Mrázová              |
| 16 | Luigi Benincasa             |
| 17 | Silvia Benvenuti            |

| #  | Artista                     |
| -- | --------------------------- |
| 1  | Benedetta Castelli          |
| 2  | Matilde Montanari           |
| 3  | Giakos Iōn Chlōmoudīs       |
| 4  | Leonardo Savigne Desloy     |
| 5  | Arianna Petruzzi            |
| 6  | Ellis Teodor                |
| 7  | Elena & Francesco Faggi     |
| 8  | Matteo Giannaccini Gravante |
| 9  | Anna Ramaglia               |
| 10 | Kurt Cassar                 |
| 11 | Karen Marra & Gionathan     |
| 12 | Artemis Matafia             |
| 13 | Dirasc'k                    |
| 14 | Luca Veneri                 |
| 15 | Francesca Ledonne           |
| 16 | Manuel Russo                |
| 17 | Blackøut!                   |

| #  | Artista            |
| -- | ------------------ |
| 1  | Federica Orsini    |
| 2  | Sebastian Schmidt  |
| 3  | Giuseppe Meca      |
| 4  | Bucalone           |
| 5  | Camilla Pollio     |
| 6  | Eleonora Canuti    |
| 7  | La Quinta Stagione |
| 8  | Irida Nasic        |
| 9  | Giada Varaschin    |
| 10 | Nada & Sissi       |
| 11 | Giorgia Fumarola   |
| 12 | Martina Affidato   |
| 13 | Vina Rose          |
| 14 | Fertur             |
| 15 | Kimberly Genil     |
| 16 | Gianmarco Gridelli |
| 17 | Vittorio Giorcelli |
| 18 | RaestaVinvE        |
| 19 | Lorenz Simonetti   |
| 20 | Snei Ap            |

| #  | Artista             |
| -- | ------------------- |
| 1  | Charles Onyeabor    |
| 2  | Davide Puglisi      |
| 3  | Tothem              |
| 4  | Giovanni Capozio    |
| 5  | Nicole Riso         |
| 6  | Theo Gammino        |
| 7  | Andrea Baldini      |
| 8  | Angelo Monti        |
| 9  | Roberto Maria Forte |
| 10 | Juno O              |
| 11 | Elisa Mazza         |
| 12 | Andrea Amati        |
| 13 | Elia Bondi          |
| 14 | Jeremi Sikorski     |
| 15 | Riccardo Guglielmi  |
| 16 | Tales of Sound      |
| 17 | Kumi Watanabe       |
| 18 | Simone Stragapede   |
| 19 | Underoots           |
| 20 | Martina Spaziani    |
| 21 | Stefano Villani     |
| 22 | Matteo Materassi    |
| 23 | Smoma               |
| 24 | Daniel Mincone      |
| 25 | Valentina Livi      |
| 26 | Marcin Szczurski    |

| #  | Artista                       |
| -- | ----------------------------- |
| 1  | Hayley Tanzer                 |
| 2  | Riccardo Sarti                |
| 3  | Libero Reina                  |
| 4  | Anita Guarino                 |
| 5  | Alessandro Iannone            |
| 6  | Valentina Tioli               |
| 7  | Simone Pastrello              |
| 8  | Guglielmo Lai                 |
| 9  | Andrea Donzelli               |
| 10 | Maddalena Cicorella           |
| 11 | Santi Briguglio               |
| 12 | Letizia Ciarrocchi            |
| 13 | Simone Romano                 |
| 14 | Freeda Hanami                 |
| 15 | Giorgio Borghes aka Claudia F |
| 16 | Giuseppe "UBI" Grasso         |
| 17 | Mariacristina Gionfriddo      |
| 18 | Andrea Guidi                  |
| 19 | Oxa Sia                       |
| 20 | Leo Cuba                      |
| 21 | Alma Schneider                |
| 22 | Fabrizio Sanna                |
| 23 | Francesco Preci               |
| 24 | Maria Papanaga                |
| 25 | Stefania Moramarco            |
| 26 | Christiana Vatista            |
| 27 | Nudha                         |
| 28 | Silvia Pirani                 |
| 29 | Enrichetta Tandoi             |
| 30 | Ironsides                     |
| 31 | Ellynora                      |
| 32 | Mavit                         |
| 33 | 2ies & Reskp                  |
| 34 | Thomas Grazioso               |

### Semifinali
Le semifinali si sono svolte in quattro serate, tra il 13 e il 16 febbraio 2022, presentate da Gianfranco Gori, e hanno visto competere i 65 partecipanti per i primi 12 posti destinati per la finale della categoria Emergenti. Durante le semifinali il voto della giuria d'esperti ha selezionato tre brani da far accedere direttamente in finale, mentre altri cinque brani per serata sono stati ammessi alla serata di ripescaggio.
Prima semifinale     Qualificato alla finale della categoria Emergenti     Qualificato al ripescaggio     Assenti
| #  | Artista                    | Titolo                      |
| -- | -------------------------- | --------------------------- |
| 1  | Aaron Sibley               | Pressure                    |
| 2  | Alessandra Simone          | A rabbia e favole           |
| 3  | Alessia Labate             | World Falls Down            |
| 4  | Alice Burani               | Mezzanotte e ventidue       |
| 5  | Anna Faragò                | Randagia                    |
| 6  | Ashley                     | In My Mind                  |
| 7  | Brenda                     | Occhi di uranio             |
| 8  | Camille Cabaltera          | Move 'Em Like You Never Did |
| 9  | Daniel Mincone             | In This World               |
| 10 | Daniela "Isa J" Pisciotta  | Tic Tac                     |
| 11 | Davide Rossi               | Wasted Love                 |
| 12 | Elena & Francesco Faggi    | Nothing Can Blow Me Out     |
| 13 | Elisa Del Prete            | Labirinto senza fine        |
| 14 | Ellynora                   | Cuerpo                      |
| 15 | Florent Amare              | Libre                       |
| 16 | Frio                       | A noite toda                |
| 17 | Eliška "Elis Mraz" Mrázová | Imma Be                     |
| —  | Allerija                   | —                           |
| —  | Corinna Parodi             | —                           |
| —  | Diego Federico             | —                           |

Seconda semifinale     Qualificato alla finale della categoria Emergenti     Qualificato al ripescaggio
| #  | Artista                       | Titolo                            |
| -- | ----------------------------- | --------------------------------- |
| 1  | Giada Varaschin               | W.A.T. (What a Tragedy)           |
| 2  | Giorgio Borghes aka Claudia F | Time Is Ticking                   |
| 3  | Gisele Abramoff               | Higher Than Before                |
| 4  | I Koko                        | Born to the River                 |
| 5  | Jessica Anne Condon           | Water on the Ground               |
| 6  | João Paulo & Miguel           | Amore, infinito amore             |
| 7  | Joe Romano & TheStolenClipper | Hallelujah                        |
| 8  | Katrin "Artika" Roselli       | If You Love Me                    |
| 9  | Kimberly Genil                | Pink Skies                        |
| 10 | Kumi Watanabe                 | Freedom                           |
| 11 | Kurt Cassar                   | Tears of Gold                     |
| 12 | Le Bebae                      | Fuori di te                       |
| 13 | Leonardo Frezzotti            | Blessing                          |
| 14 | Lorenza Rocchiccioli          | Non mi batte mai neanche il cuore |
| 15 | Luca Cima                     | Feed the Flies                    |
| 16 | Luca Veneri                   | Dreams and Beliefs                |
| 17 | Luci Blu                      | Bla Bla                           |
| 18 | Mad                           | Gitana                            |
| 19 | Marco Saltari                 | Settembre (e poi ciao)            |
| 20 | Maria Chiara "MeriCler" Leoni | Tirami su                         |

Terza semifinale     Qualificato alla finale della categoria Emergenti     Qualificato al ripescaggio     Esclusa
| #  | Artista                     | Titolo                   |
| -- | --------------------------- | ------------------------ |
| 1  | Martina Gaetano             | Coffee                   |
| 2  | Mate                        | DNA                      |
| 3  | Matilde Montanari           | Diventerà realtà         |
| 4  | Matteo Giannaccini Gravante | Read My Mind             |
| 5  | Nada & Sissi                | Mala Way                 |
| 6  | OnlySara                    | Rubik                    |
| 7  | Opera Pop                   | Acqua nel deserto        |
| 8  | Oxa Sia                     | Purple Sky               |
| 9  | Raimondo "Raim" Cataldo     | Feelin' Broken           |
| 10 | Riccardo Foresi             | Fino al mattino          |
| 11 | Riccardo "Erre" Guglielmi   | Petali                   |
| 12 | Sebastian "Basti" Schmidt   | Running                  |
| 13 | Thomas Grazioso             | Dance                    |
| 14 | Snei Ap                     | Viaggio                  |
| 15 | Tothem                      | Celebrate                |
| 16 | Valentina Tioli             | Never Looking Back       |
| 17 | Vanja Vatle                 | Hymn for Hope            |
| 18 | Veronica Liberati           | Once More a Little Smile |
| 19 | Vina Rose                   | Sweet Denial             |
| —  | Muriel                      | —                        |

Quarta semifinale     Qualificato alla finale della categoria Emergenti
| # | Artista            | Titolo          |
| - | ------------------ | --------------- |
| 1 | Alibi              | Cambiamento     |
| 2 | Elisa Mazza        | Gonna Do Me     |
| 3 | Garon & Duan       | Power           |
| 4 | Giada Pintori      | Luce e tenebre  |
| 5 | Ginevra Bencivenga | Calma apparente |
| 6 | Giulia Vitri       | Father and Son  |

### Ripescaggio
Il ripescaggio si è svolto il 17 febbraio 2022, presentato da Gianfranco Gori, e ha visto competere 15 partecipanti per gli ultimi 5 posti destinati per la finale della categoria Emergenti.
     Qualificato alla finale della categoria Emergenti
| #  | Artista                       | Titolo                  |
| -- | ----------------------------- | ----------------------- |
| 1  | Alessia Labate                | World Falls Down        |
| 2  | Anna Faragò                   | Randagia                |
| 3  | Daniela "Isa J" Pisciotta     | Tic Tac                 |
| 4  | Eliška "Elis Mraz" Mrázová    | Imma Be                 |
| 5  | Frio                          | A noite toda            |
| 6  | Giada Varaschin               | W.A.T. (What a Tragedy) |
| 7  | Gisele Abramoff               | Higher Than Before      |
| 8  | Kumi Watanabe                 | Freedom                 |
| 9  | Mad                           | Gitana                  |
| 10 | Maria Chiara "MeriCler" Leoni | Tirami su               |
| 11 | Martina Gaetano               | Coffee                  |
| 12 | Nada & Sissi                  | Mala Way                |
| 13 | Sebastian "Basti" Schmidt     | Running                 |
| 14 | Snei Ap                       | Viaggio                 |
| 15 | Vanja Vatle                   | Hymn for Hope           |

### Finale
La finale della categoria Emergenti si è svolta il 18 febbraio 2022, presentata da Gianfranco Gori e Ilenia De Sena, e ha visto competere i 17 finalisti della categoria. 

Ai tre artisti che si sono posizionati sul podio sono stati assegnati dei premi in denaro di 1000 €, 2000 € e 7000 € al fine di affinare la loro carriera professionale. Inoltre i primi nove classificati hanno avuto accesso di diritto alla finalissima, assieme ai 9 artisti Big.
     Vincitore della categoria Emergenti che accede alla finalissima
     Secondo classificato della categoria Emergenti che accede alla finalissima
     Terzo classificato della categoria Emergenti che accede alla finalissima
     Tra i primi nove classificati che accedono alla finalissima
| #  | Artista                       | Titolo                            | Giuria | Posizione |
| -- | ----------------------------- | --------------------------------- | ------ | --------- |
| 1  | Aaron Sibley                  | Pressure                          | 46     | 1         |
| 2  | Alessia Labate                | World Falls Down                  | 42     | 5         |
| 3  | Camille Cabaltera             | Move 'Em Like You Never Did       | 44     | 2         |
| 4  | Elena & Francesco Faggi       | Nothing Can Blow Me Out           | 40     | 8         |
| 5  | Frio                          | A noite toda                      | 33     | 16        |
| 6  | Garon & Duan                  | Power                             | 38     | 12        |
| 7  | Giada Pintori                 | Luce e tenebre                    | 34     | 15        |
| 8  | Giulia Vitri                  | Father and Son                    | 29     | 17        |
| 9  | Katrin "Artika" Roselli       | If You Love Me                    | 40     | 10        |
| 10 | Kumi Watanabe                 | Freedom                           | 36     | 13        |
| 11 | Kurt Cassar                   | Tears of Gold                     | 41     | 7         |
| 12 | Lorenza Rocchiccioli          | Non mi batte mai neanche il cuore | 36     | 14        |
| 13 | Maria Chiara "MeriCler" Leoni | Tirami su                         | 42     | 6         |
| 14 | Mate                          | DNA                               | 40     | 9         |
| 15 | Raimondo "Raim" Cataldo       | Feelin' Broken                    | 39     | 11        |
| 16 | Sebastian "Basti" Schmidt     | Running                           | 44     | 3         |
| 17 | Vina Rose                     | Sweet Denial                      | 43     | 4         |

## Partecipanti
I dieci artisti della categoria Big, selezionati da una giuria della Media Evolution, sono stati annunciati l'8 febbraio 2022. I nove finalisti provenienti dalla categoria Emergenti sono stati annunciati il successivo 18 febbraio.
Il 18 febbraio 2022 Blind ha annunciato, attraverso il suo profilo Instagram, il ritiro dalla competizione per motivi di salute.
| Artista                                    | Titolo                        | Lingua            | Compositori |
| ------------------------------------------ | ----------------------------- | ----------------- | --- |
| Aaron Sibley                               | Pressure                      | Inglese           | Aaron Sibley |
| Achille Lauro                              | Stripper                      | Italiano, inglese | Lauro De Marinis, Davide Petrella, Francesco Viscovo, Simon Pietro Manzari, Daniele Dezi, Daniele Mungai, Mattia Cutolo, Marco Lanciotti, Gregorio Calculli, Matteo Ciceroni |
| Alessia Labate                             | World Falls Down              | Inglese           | Alessia Labate |
| Basti                                      | Running                       | Inglese           | Sebastian Schmidt, Mössle |
| Blind                                      | Non mi perdo più              | Italiano          | Alessandro di Domizio, Francesco Orologio, Franco Rujan |
| Burak Yeter feat. Alessandro               | More Than You                 | Inglese           | Burak Yeter, Mair, Dreesde |
| Camille Cabaltera                          | Move 'Em Like You Never Did   | Inglese           | Camille Cabaltera, Arcella, Falsetti |
| Cristina Ramos                             | Heartless Game                | Italiano, inglese | Alejandro de Pinedo, Jesús Cañadilla, Cristina Ramos, Maikoll Torres |
| Deshedus feat. Tony Cicco & Alberto Fortis | Sono un uomo                  | Italiano          | Alessio Mieli, Tony Cicco, Alberto Fortis |
| Elena & Francesco Faggi                    | Nothing Can Blow Me Out       | Inglese           | Elena Faggi, Francesco Faggi |
| Fabry & Labiuse feat. Miodio               | Blu                           | Italiano, inglese | Nicola della Valle, Francesco Sancisi, Paolo Macina |
| Francesco Monte                            | Mi ricordo di te (Adrenalina) | Italiano          | Alessandro Costantini, Federico Baracco, Francesco Monte, Marcello Sutera, Ottavio Pasotti, Stefano Pigolotti                                                                |
| Ivana Spagna                               | Seriously in Love             | Inglese           | Alfredo Pignaroli, Giorgio Spagna, Ivana Spagna |
| Kurt Cassar                                | Tears of Gold                 | Inglese           | Kurt Cassar, Max Cinnamon |
| Mate                                       | DNA                           | Italiano          | Mariateresa Amato, Andrea Riso, Riccardo Brizi |
| Matteo Faustini                            | L'ultima parola               | Italiano          | Matteo Faustini, Marco Rettani |
| MeriCler                                   | Tirami su                     | Italiano          | Maria Chiara Leoni |
| Valerio Scanu                              | Io credo                      | Italiano          | Giuseppe Anastasi |
| Vina Rose                                  | Sweet Denial                  | Inglese           | Vina Rose |

## Finale
La finale si è svolta il 19 febbraio 2022 presso il Teatro Nuovo di Dogana, presentata da Jonathan Kashanian e Senhit, e ha visto competere i 9 artisti Big e i primi 9 classificati della categoria Emergenti.
Al Bano, rappresentante italiano all'Eurovision Song Contest 1976 e 1985, si è esibito durante la serata come ospite.
| #  | Artista                                    | Titolo                        | Giuria | Posizione |
| -- | ------------------------------------------ | ----------------------------- | ------ | --------- |
| 1  | Elena & Francesco Faggi                    | Nothing Can Blow Me Out       | 31     | 11        |
| 2  | Matteo Faustini                            | L'ultima parola               | 35     | 5         |
| 3  | Aaron Sibley                               | Pressure                      | 39     | 3         |
| 4  | Ivana Spagna                               | Seriously in Love             | 37     | 4         |
| 5  | Vina Rose                                  | Sweet Denial                  | 34     | 7         |
| 6  | Cristina Ramos                             | Heartless Game                | 31     | 11        |
| 7  | Alessia Labate                             | World Falls Down              | 27     | 17        |
| 8  | Achille Lauro                              | Stripper                      | 41     | 1         |
| 9  | Mate                                       | DNA                           | 27     | 17        |
| 10 | Deshedus feat. Tony Cicco & Alberto Fortis | Sono un uomo                  | 33     | 9         |
| 11 | Basti                                      | Running                       | 31     | 11        |
| 12 | Francesco Monte                            | Mi ricordo di te (Adrenalina) | 35     | 5         |
| 13 | Kurt Cassar                                | Tears of Gold                 | 30     | 16        |
| 14 | Valerio Scanu                              | Io credo                      | 31     | 11        |
| 15 | MeriCler                                   | Tirami su                     | 33     | 9         |
| 16 | Burak Yeter feat. Alessandro               | More Than You                 | 40     | 2         |
| 17 | Camille Cabaltera                          | Move 'Em Like You Never Did   | 34     | 7         |
| 18 | Fabry & Labiuse feat. Miodio               | Blu                           | 31     | 11        |

## Altri premi
- Premio Radio e TV per la miglior composizione radiofonica: Achille Lauro con Stripper
- Premio della Critica per la miglior canzone: Mate con DNA